# Lu Chunlong
Lu Chunlong (chinês tradicional: 陸春龍; chinês simplificado: 陆春龙; pinyin: Lù Chūnlóng; Jiangyin, 8 de abril de 1989) é um trampolinista chinês. Foi campeão olímpico em 2008, nas Olimpíadas disputadas em seu país natal.